# Благовещенка (Красноярский край)
Благовещенка — село в Ирбейском районе Красноярского края. Административный центр Благовещенского сельсовета.

## География
Село находится в юго-восточной части края, в лесостепной зоне, на берегах ручья Берёзовый, при автодороге 04Н-416, на расстоянии приблизительно 30 километров (по прямой) к юго-востоку от Ирбейского, административного центра района. Абсолютная высота — 300 метров над уровнем моря.
Климат
Климат характеризуется как резко континентальный, с продолжительной морозной зимой и коротким тёплым летом. Средняя температура воздуха самого тёплого месяца (июля) составляет 18,3 °C (абсолютный максимум — 38 °C); самого холодного (января) — −21,1 °C (абсолютный минимум — −60 °C). Продолжительность безморозного периода составляет в среднем 90 дней. Среднегодовое количество атмосферных осадков составляет 484 мм, из которых 367 мм выпадает в период с апреля по октябрь. Снежный покров держится в течение 170 дней.

## История
Основано в 1898 году. По данным 1926 года в селе Благовещенск имелось 94 хозяйства и проживало 535 человек (253 мужчины и 282 женщины). В национальном составе населения того периода преобладали белорусы. В административном отношении являлось центром Благовещенского сельсовета Ирбейского района Канского округа Сибирского края.

## Население
| 2010 |
| ---- |
| 304  |

Половой состав
По данным Всероссийской переписи населения 2010 года в гендерной структуре населения мужчины составляли 48,4 %, женщины — соответственно 51,6 %.
Национальный состав
Согласно результатам переписи 2002 года, в национальной структуре населения русские составляли 93 % из 320 чел.